# Ptakopysk podivný
Ptakopysk podivný (Ornithorhynchus anatinus) je malý savec endemický pro východní část Austrálie a Tasmánii, jeden z pěti žijících ptakořitných, jediných savců, kteří kladou vejce, místo aby rodili živá mláďata (zbylé čtyři druhy jsou z čeledi ježurovitých). Je to jediný reprezentant čeledi ptakopyskovitých (Ornithorhynchidae) a rodu Ornithorhynchus, nicméně bylo nalezeno několik fosilních příbuzných, z nichž někteří patří taktéž do rodu Ornithorhynchus.
Vědecké jméno Ornithorhynchus v řečtině doslova znamená ptačí nos a anatinus je výraz pro kachnu. Ptakopysk se ve volné přírodě dožívá věku 16 let, nejstarší pozorovaný jedinec přežil o rok déle. V zajetí se však nepodařilo chovat ptakopyska déle než 6 let, obvykle hyne mnohem dříve.
Ptakopysk je primitivní savec s počátkem vývoje cca před 110 milióny lety. V roce 1797 byl v řece u Sydney chycen první exemplář. Vědecky popsán byl o rok později v Anglii – původně byl považován za falzifikát.

## Fyziologie a anatomie
Fyziologie ptakopyska je unikátní. Jeho metabolismus je v porovnání s ostatními savci pozoruhodně nízký, s průměrnou tělesnou teplotou okolo 32 °C místo běžných 37 °C pro placentální savce. Zda jde o charakteristickou vlastnost ptakořitných, či zda jde až o adaptaci přežívajícího druhu na nelítostné životní podmínky, je nejasné.
Tělo a široký plochý ocas ptakopyska je pokryt hnědou kožešinou. Nohy má opatřeny plovací blánou a jeho velký „gumový“ čenich připomíná spíše než nějakého jiného savce kachnu.
Hmotnost se pohybuje od téměř jednoho kilogramu až lehce přes dva kilogramy. Tělo je dlouhé 30 až 40 centimetrů, ocas je dlouhý 10 až 15 cm u samců a 8 až 13 cm u samic. Samci jsou přibližně o třetinu větší než samičky. Zajímavé je, že v různých regionech je průměrná velikost značně odlišná, ačkoliv se nezdá, že by se tato vlastnost vztahovala k nějakému klimatickému pravidlu.

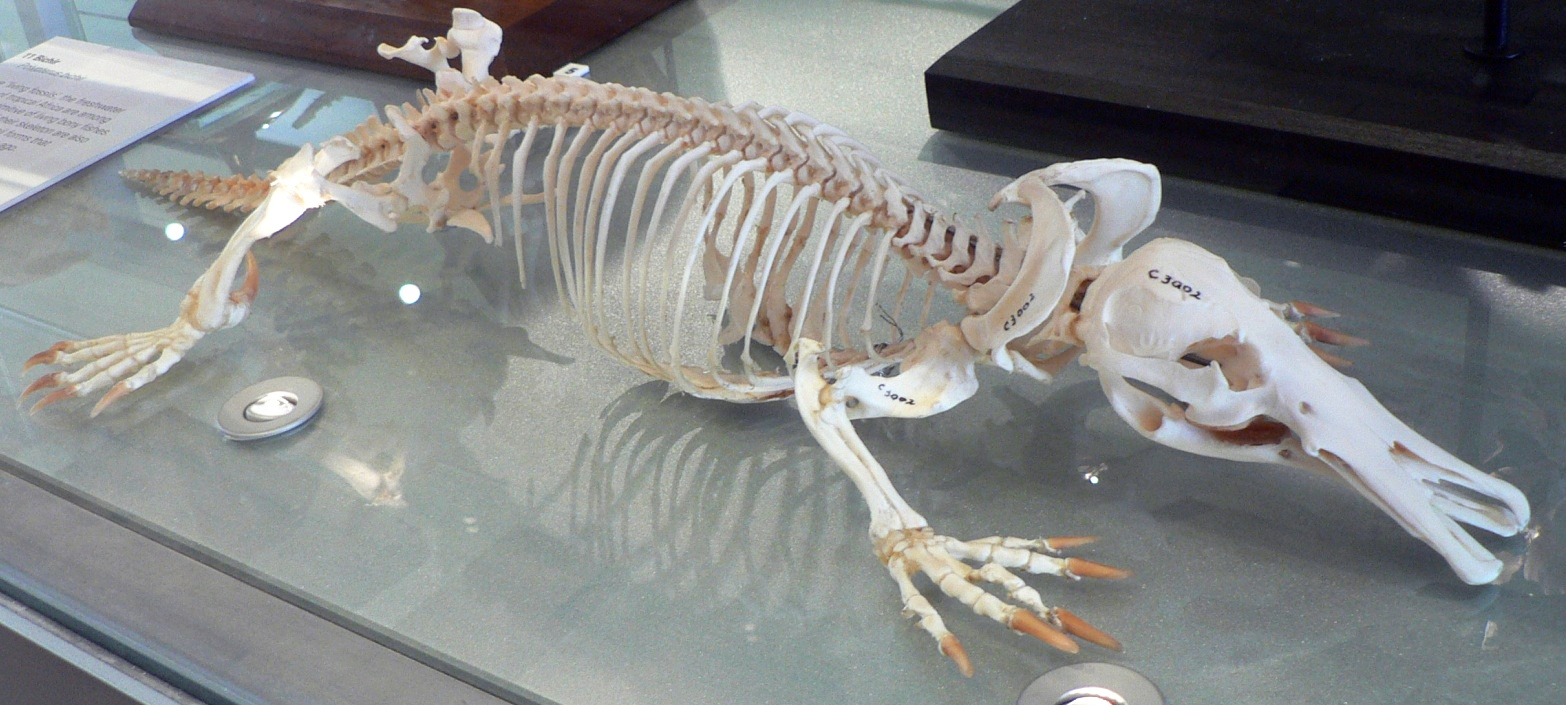
Kostra ptakopyska podivného

Mladí ptakopyskové mají trojhroté stoličky, což je jeden z charakteristických znaků savců. Dospělý jedinec nemá zuby. Čelist ptakopyska je na rozdíl od ostatních savců řešena odlišně stejně jako čelistní sval. Obdobně jako u ostatních savců jsou malé kůstky, které vedou zvuk do vnitřního ucha, začleněny přímo do lebky, místo aby byly v čelisti jako u podřádu Cynodontia a jiných primitivních členů třídy Synapsida. Vnější ušní otvor je však stále umístěn u spodku čelisti. Ptakopysk má nezvyklé rozestavení kostí v ramenním kostním pletenci, včetně jeho „meziklíční“ kosti (interclavicle), která je běžná spíše pro plazy či obojživelníky a kterou u žádného jiného savce nenajdeme. S plazy má ještě další společný znak, a sice podobné držení těla. Nohy má po straně těla, nikoliv pod ním.
Samci ptakopyska mají jedovaté ostruhy na zadních nohách, až 1,5 cm dlouhé. U mladých samců jsou kryty rohovinovým obalem, který se v dospělosti odlupuje. Tak lze spolehlivě určit stáří a pohlaví. U samiček jsou ostruhy malé, v prvním roce života zanikají. Ostruhy používají v neurvalých územních bitvách a bojích proti svým sokům. Jed není pro člověka smrtelný, ale způsobuje nesnesitelnou bolest a otoky, které mohou trvat i po několik měsíců. Jed může být smrtící pro psy a menší domácí zvířata.
Ptakopyskové mají také schopnost biofluorescence, jak prokázal výzkum z roku 2020.

### Jed ptakopyska
Jed produkuje jedová žláza (umístěná v stehenní části zadní končetiny) samce převážně během období páření. Protože ptakopyskův jed má patrně jiný účel než jed vytvářený například plazy, může obsahovat peptidy nebo molekuly, jejichž účinek sice není životu nebezpečný, může však oběť vážně poznamenat. Ohledně smyslu jedového aparátu u ptakopyska se stále vedou spory; objevují se i názory, že slouží jako pomocný orgán při kopulaci.
Pro člověka je hlavním symptomem otravy okamžitá mučivá bolest. Okolo zranění se rychle vytvoří otok a postupně se rozšíří po celé postižené končetině. Informace z případových studií otravy i z klinicky nedokumentovaných zdrojů ukazují, že bolest se rozvine v dlouhotrvající hyperalgézii, která přetrvá několik dní nebo i měsíců.

## Chování a životní prostředí
Ptakopysk je noční a obojživelný živočich, obývá malé vodní toky a řeky od chladných tasmánských vysočin a Australských Alp až po tropické deštné pralesy pobřežního Queenslandu. Ve vnitrozemí není jejich rozmístění příliš dobře známo. V Jižní Austrálii už vyhynul (mimo uměle vysazenou populaci na Klokaním ostrově) a ani v hlavní části pánve řek Murray a Darling se již nevyskytuje, pravděpodobně kvůli snižující se kvalitě vody způsobené likvidací původního biotopu pro zemědělství a zavlažováním polí. Okolo pobřežních říčních toků je jejich rozložení nepředvídatelné, zdá se že v některých poměrně čistých řekách nejsou, zatímco v některých značně znečištěných se vyskytují (například na dolním toku Maribyrnong).
Ptakopysk je výtečný plavec a většinu času tráví ve vodě. Když plave, od ostatních australských savců ho lze rozeznat podle toho, že nad hladinou nejsou vidět uši. Při plavání má oči pevně zavřené a plně se spoléhá na zbylé smysly. Všechny čtyři nohy ptakopyska jsou opatřeny plovacími blánami. Zabírá předními tlapami, ocas a zadní nohy slouží pouze ke kormidlování.
Ptakopysk je masožravec. Krmí se převážně červy a larvami hmyzu, blešivcem a sladkovodními raky, které vydoluje z říčního dna zobákem, nebo je chytne při plavání. Jeho zobák je velmi citlivý. Díky němu může lovit potravu, aniž by používal zrak. Je to jeden z mála savců, kteří mají elektrocitlivý smysl: je schopen najít kořist na základě rozpoznání slabého elektrického pole, které vysílá každý živočich. Tento smysl má ptakopysk nejvyvinutější ze všech savců.
Když není ve vodě, uchýlí se ptakopysk do krátké, rovné nory oválného průřezu. Nora se téměř vždy nachází u břehu řeky kousek nad hladinou, velmi často je skrytá pod ochrannou spletí kořenů. Pro výchovu mladých vykope samička daleko větší a komplikovanější noru, až 20 metrů dlouhou, která je v pravidelných intervalech přehrazena ucpávkou. Na konci tunelu založí hnízdo, v němž jako podklad používá rákosí.

### Rozmnožování
Jako všichni ptakořitní ptakopysk nerodí živá mláďata, ale snáší vejce v hnízdě. Reprodukční schopnost nabývají samci zhruba ve dvou letech věku. Ptakopysčí samice snáší během pozdní zimy či začátkem léta několik blanitých vajec (obvykle dva až tři kusy), dlouhých 15-18 milimetrů. Vejce se na první pohled podobají kožovitým zárodkům hadů a ještěrů. Po asi desetidenní inkubaci se malá holá mláďata přichytí na matku, ta během této doby neopouští bezpečí nory, neloví. Stejně jako u ostatních savců produkuje matka pro mladé mléko. Ptakopysk však nemá mléčné bradavky (cecíky), ale vylučuje mléko pomocí kožních záhybů na své kůži. Mláďata sají mléko z břicha matky ležící na zádech. Samec o mláďata nepečuje.
Ptakopysk je rekordmanem v počtu pohlavních chromozomů, kterých má hned 10 (samičí pohlaví je určeno kombinací pohlavních chromozomů XXXXXXXXXX, samci mají konfiguraci XYXYXYXYXY).

### Chov a manipulace
V zajetí je chov velmi problematický. V evropských zoo se nechová, daří se pouze v několika australských zoo (Healesville Sanctuary, Sydney, Melbourne). Problémy jsou se zajištěním vhodné kvality vody a nedostupností přirozené potravy mimo australský kontinent. Jedinci odchycení pro potřeby vědeckého pozorování se rychle vrací zpět do přírody. V zajetí se nemnoží, jen v 50. letech 20. století odchovali mimo Austrálii v Bronx Zoo v New Yorku 1 mládě – samičku.
V případě odchytu pro vědecké účely v přírodě je odchytáván do speciálních košů nebo sítí a je nutno dávat pozor na poranění jedovými trny. Je přísně zakázáno ptakopysky vyvážet mimo Austrálii.

## Elektrolokace
Ptakopysk má elektroreceptory umístěny v malých centrech zadní části zobáku, zatímco mechanoreceptory jsou rovnoměrně rozloženy po celém zobáku. Elektrocitlivá oblast mozkové kůry je umístěna poblíž hmatové oblasti. Některé kortikální buňky přijímají vstupy jak od elektroreceptorů, tak od mechanoreceptorů, což napovídá jistou souvislost mezi dotykovými a elektrickými smysly. Ptakopysk je schopen určit, odkud pochází elektrický zdroj, možná porovnáním rozdílů síly signálů na různých elektroreceptorech. To by vysvětlovalo charakteristický pohyb hlavy ze strany na stranu při lovu. Kortikální konvergence elektrovnímání a hmatových vstupů nasvědčuje existenci, mechanismus pro lokalizaci kořisti, která při pohybu vydává jak elektrické signály, tak mechanické tlakové pulsy; to by umožňovalo i výpočet vzdálenosti z časového rozdílu mezi těmito dvěma signály.
Většina potravy ptakopyska pochází z dolování zobákem na dně potoků. Snad právě elektroreceptory napomáhají ptakopyskovi rozlišit živé objekty od neživých v situaci, kdy mechanoreceptory byly stimulovány neustále. To je ovšem z valné části spekulace; elektrorecepce u ptakopyska a druhého rodu ptakořitných, ježur, doposud zůstává jen málo prozkoumaná.